# Сент-Оле-Пюїмангу
Сент-Оле-Пюїмангу (фр. Saint Aulaye-Puymangou) — муніципалітет у Франції, у регіоні Нова Аквітанія, департамент Дордонь. Сент-Оле-Пюїмангу утворено 1 січня 2016 року шляхом злиття муніципалітетів Пюїмангу i Сент-Оле. Адміністративним центром муніципалітету є Сент-Оле. Населення — 1414 осіб (01.01.2021).